# Елима

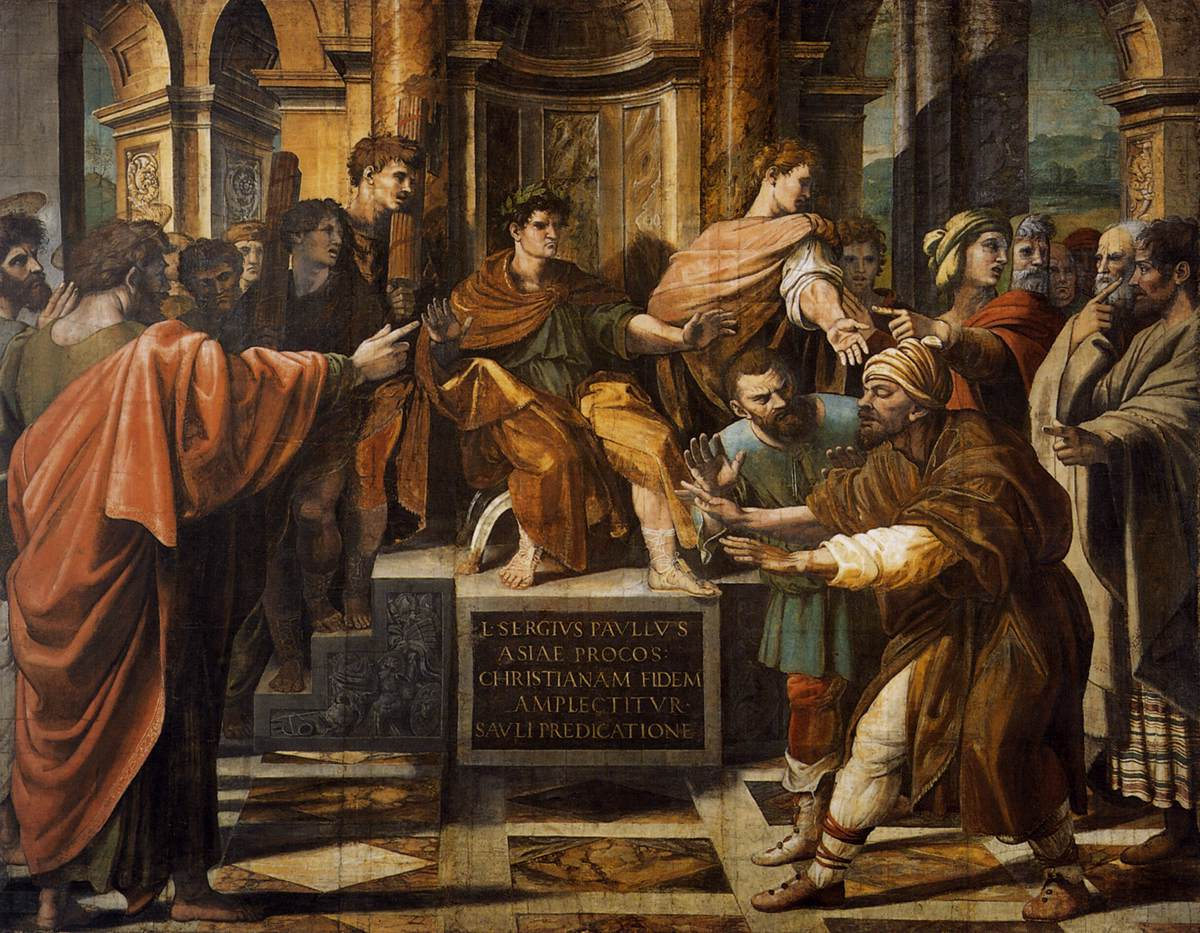
Ослепление Елимы. Рафаэль

Ели́ма волхв, Эли́ма волхв (др.-греч. Ἐλύμας ὁ μάγος) — персонаж книги Деяний апостолов, иудейский маг, состоявший при проконсуле Кипра Сергии Павле во времена императора Клавдия (I век н. э.).

## Деяния апостолов
Упоминается в 13 главе книги Деяний апостолов. Проконсул Сергий Павел, пребывавший в Пафе, призвал приплывших на Кипр апостолов Павла, Варнаву и Марка для проповеди слова Божия. Пытавшийся отвратить Сергия Павла от веры волхв Елима (он же лжепророк Вариисус) был поражён слепотой.
Пройдя весь остров до Пафа, нашли они некоторого волхва, лжепророка, Иудеянина, именем Вариисуса, который находился с проконсулом Сергием Павлом, мужем разумным. Сей, призвав Варнаву и Савла, пожелал услышать слово Божие. А Елима волхв, ибо то значит имя его, противился им, стараясь отвратить проконсула от веры. Но Савл, он же и Павел, исполнившись Духа Святаго и устремив на него взор, сказал: о, исполненный всякого коварства и всякого злодейства, сын диавола, враг всякой правды! перестанешь ли ты совращать с прямых путей Господних? И ныне вот, рука Господня на тебя: ты будешь слеп и не увидишь солнца до времени. И вдруг напал на него мрак и тьма, и он, обращаясь туда и сюда, искал вожатого. Тогда проконсул, увидев происшедшее, уверовал, дивясь учению Господню (Деян. 13:6—12).

## Исследования
Занятия магией были строго запрещены евреям в Ветхом Завете (Исх 22:18, Втор 18:10-11 и др.). Тем не менее она практиковалась весьма активно, в папирусах и амулетах, связанных с магией, встречается большое количество еврейских элементов.
Греческое слово μάγος было передано в Вульгате как «magus» (маг), в Библии короля Якова как англ. sorcerer — колдун, чародей. В церковнославянском тексте закрепился перевод «волхвъ», который затем был воспроизведён и в Синодальном переводе.
Слово др.-греч. Βαριησοῦ — «Вариисус», или «Бариисус» буквально означает «сын Иисуса». Скорее всего, это случайное совпадение, тем не менее оно смущало читателей Деяний с глубокой древности. Так Беда Достопочтенный писал: «Не подходит, чтобы сыном Иисуса, то есть Спасителя, именовался человек преступный и маг, которого, напротив, Павел, называет сыном диавола». Ряд библеистов полагает, что «сын Иисуса» здесь означает «последователь Иисуса», таким образом, столкновение Павла и Вариисуса они считают столкновением истинного христианина и лжехристианина.
Однозначной и принятой всеми библеистами версии о соотношении слов «Елима» и «Бариисус» в настоящее время не существует.
Самой большой проблемой при разборе данного эпизода является понимание слов «А Елима волхв, ибо то значит имя его». Возможно как минимум два совершенно различных понимания данной фразы. Одна версия считает слово «Елима» переводом слова Бариисус. Грамматически это самое естественное понимание греческой фразы, однако такая версия натыкается на полное несходство слов Елима и Бариисус. Иоганн Альбрехт Бенгель писал по этому поводу: «Бариисус и Элима — не знаю, каким образом, — являются синонимами». Вторая версия предполагает, что Бариисус вообще не имеет отношения к данным словам, а Лука пишет здесь о том, что «Елима» — это перевод слова «маг» («волхв»). Сторонники данной версии возводят слово Елима к арабскому корню «alim» — мудрый, образованный и считают, что оно означает «мудрец», «колдун». Существуют и другие семитские этимологии для слова «Елима». Библеист Колин Химер пишет: «Некоторые комментаторы, похоже, создают для себя ненужную проблему, а затем демонстрируют ненужную находчивость, пытаясь её решить и объяснить „Элима“ как перевод или объяснение „Бариисус“. На самом же деле невразумительное „Элима“ передаёт μάγος и происходит от семитского корня».